# Jaroslav Jára
Jaroslav Jára, né le 21 février 1964, est un arbitre tchèque de football.

## Carrière
Il a officié dans des compétitions européennes de 1999 à 2008 (Ligue des champions de l'UEFA, Coupe UEFA, Coupe Intertoto).